# Celestina Castillo Secundino
Celestina Castillo Secundino (Temoaya, estado de México, 14 de abril de 1974) es una política y activista social mexicana, miembro del partido Movimiento Regeneración Nacional (Morena). Fue diputada federal para el periodo de 2021 a 2024.

## Biografía
Celestina Castillo es miembro del pueblo otomí, siendo activista para el desarrollo de dicho pueblo originario. Cuenta con estudios de secundaria.
En las elecciones federales de 2015 fue candidata de Morena a diputada federal por el Distrito 9 del estado de México, no habiendo logrando el triunfo en dicha ocasión.
En 2021 fue nuevamente postulada candidata a diputada federal, en esta ocasión por la vía plurinominal. Fue elegida a la LXV Legislatura que concluirá en 2024. En la Cámara de Diputados es secretaria de la comisión de Atención a Grupos Vulnerables; e integrente de las comisiones de Pueblos Indígenas y Afromexicanos; y, de Vivienda.